# Lidianópolis
Lidianópolis är en kommun i Brasilien.   Den ligger i delstaten Paraná, i den södra delen av landet, 1 000 km söder om huvudstaden Brasília. Antalet invånare är 3 972.
Omgivningarna runt Lidianópolis är en mosaik av jordbruksmark och naturlig växtlighet. Runt Lidianópolis är det ganska glesbefolkat, med 35 invånare per kvadratkilometer.